# Ernstige Bijbelonderzoekers
De Ernstige Bijbelonderzoekers (meestal kortweg Bijbelonderzoekers genoemd) zijn leden van een aan het Protestantisme verwante, fundamentalistische en millennialistische geloofsgemeenschap binnen de Bijbelonderzoekers en beschouwen zich de bewaarders van de leer van Charles Taze Russell. Zij waren van mening dat Joseph Franklin Rutherford ten onrechte president van het Wachttorengenootschap werd en dat er ten onrechte afscheid werd genomen van onderdelen van de leer van Russell. Toen Rutherford de geloofsgemeenschap in 1931 hernoemde tot Jehova's getuigen, distantieerden zij zich daarom van die organisatie en richtten zij hun eigen corporatie op: Dawn Bible Students Association, een naam die vaak als synoniem wordt gebruikt van Ernstige Bijbelonderzoekers en omgekeerd. Het is niet bekend hoeveel leden de geloofsgemeenschap kent; de meest recente bron noemt een ledental van 60.000 eind jaren 1980.

## Geschiedenis

### Overzicht
De beweging werd eind negentiende eeuw door Russell gesticht als Watch Tower Bible and Tract Society. De leden noemden zich "Internationale Bijbelonderzoekers" en werden als "Ernstige Bijbelonderzoekers" bekend. Onder leiding van Russell werden wereldwijd gemeenten van deze Bijbelonderzoekers opgericht. Deze gemeenten waren slechts losjes met elkaar verbonden, feitelijk alleen doordat alle gemeenten "Zion's Wachttoren en aankondiger van Christus' tegenwoordigheid" bestudeerden. Het Wachttorengenootschap was in de tijd van Russell slechts een uitgeverij, geen kerk met een Credo of orgaan dat richtlijnen voor de onafhankelijke gemeenten voorschreef.
Na de dood van Pastor Russell in 1916 veranderde de positie van het Wachttorengenootschap en begon het bestuur ervan zich als wetgevend orgaan voor de verbonden gemeenten op te stellen (zie ook het artikel Geschiedenis van Jehova's getuigen). Veel van deze gemeenten vonden dit een inbreuk op hun vrijheid; vanaf dat moment begonnen deze zich af te splitsen. Reeds in 1917 (één jaar na de dood van Russell) begon het Wachttorengenootschap afstand te nemen van leerstellingen van Russell en ontstond als reactie daarop de exodus van degenen die wilden vasthouden aan de exegese van Russell en ontstonden de bewegingen die onder de verzamelnaam "Vrije Bijbelonderzoekers" bekend kwamen te staan. In 1918 werd op een grote bijeenkomst van deze volgelingen in New Jersey het Pastoral Bible Institute opgericht en werd voor het eerst een eigen tijdschrift voor de Bijbelonderzoekers uitgegeven.
In die jaren die volgden, nam het Wachttorengenootschap meer en meer afstand van het gedachtegoed van Russell. Tot aan 1929 verlieten individuele Bijbelonderzoekers en zelfs complete gemeenten de organisatie van het Wachttorengenootschap. Zo scheidden in Pittsburgh (V.S.) de Bijbelonderzoekersgemeenten die in Russells voormalige Bijbelhuis-kapel bijeenkwam zich van het bestuur in Brooklyn af. Deze gemeenten namen het initiatief de tot dan toe verspreide, volledig onafhankelijk van elkaar levende Bijbelonderzoekers samen te brengen (de eerste Herenigingsbijeenkomst in 1929).
Begin 1930 begon een gemeente die eveneens lange tijd onafhankelijk bijeenkwam in Brooklyn met uitzendingen via de ether; de oudste gemeenten richtten het Uitzendcomité op om het werk voort te zetten (het Wachttorengenootschap staakte rond die periode uitzendingen via de ether). Hiermee begon deze gemeente met bovenregionale activiteiten die tot samenwerking van gelijkgezinden leidde.

### Schisma
De definitieve breuk tussen beide groeperingen kwam in 1931. In dat jaar werd de naam Jehova's getuigen aangenomen door de nieuwe leiding van het Wachttorengenootschap, om onderscheid te maken tussen de Bijbelonderzoekers die het Wachttorengenootschap loyaal waren en degenen die zich onafhankelijk van het genootschap opstelden. In hetzelfde jaar vond de tweede Herenigingsvergadering van de Vrije Bijbelonderzoekers plaats en werd de Dawn Bible Students Association opgericht. Deze coördineerde het werk in Pittsburgh en Brooklyn en verenigde de gemeenten van de Bijbelonderzoekersgemeenten in een losse gemeenschap. Door tijdschriften ("The Dawn"), traktaten en uitzendingen op radio en televisie bezitten de Bijbelonderzoekers vooral in de Verenigde Staten een zekere invloed.
Het is kenmerkend dat niet het Wachttorengenootschap, maar de Dawn Bible Students Association en de Pastoral Bible Institute, werken van Russell zoals de Schriftstudies uitgeeft en verspreidt.